# Юхан Теорин
Юхан Теорин (на шведски: Johan Theorin) е шведски журналист и писател, автор на бестселъри в жанровете трилър, криминален роман и хорър.

## Биография и творчество
Юхан Теорин е роден на 3 септември 1963 г. в Хогсбо, Гьотеборг, Швеция. Семейството на майка му е от потомствени моряци, рибари и фермери от остров Йоланд, за който има богатото наследство от странни приказки и фолклор, които захранват въображението и бъдещите му произведения. Израства в Нура и Бергслаген.
След дипломирането си работи като журналист и публикува кратки разкази в списания и антологии.
През 2007 г. е издаден първият му трилър „В смутните часове по здрач“ от поредицата „Оландските острови“. Странна пратка по пощата дава началото на разбулване на 20-годишна мистерия по изчезването на едно 5-годишно дете, изплува злокобният призрак от миналото на убиец, разследването лъкатуши по фалшиви следи и ненадейни обрати сред неповторимата атмосфера на мистериозния остров Йоланд. Романът става бестселър и е удостоен с наградата на Шведската академия на криминалните автори за литературен дебют. Издаден е на над 25 езика по света и през 2013 г. е екранизиран от режисьора Даниел Алфредсон във филма „Ехо от мъртвите“ с участието на Лена Ендре, Торд Питърсън и Томас Габриелсон.
Следващият роман от поредицата, „Нощна буря“ от 2008 г., е удостоен с наградата за най-добър шведски криминален роман за 2008 г., наградата „Стъклен ключ“ за най-добър скандинавски криминален роман за 2009 г. и с наградата на Британската асоциация на криминалните автори за 2010 г.
Юхан Теорин живее със семейството си в Гьотеборг.

## Произведения

### Самостоятелни романи
- Sankta Psyko (2011)
- Bengångarna (2011)
- Utgrävningarna i Rälla ödekyrka (2011)
- Knackningar (2016)

### Серия „Йоланд“ (Öland)
1. Skumtimmen (2007)
В смутните часове по здрач, изд.: ИК „Колибри“, София (2014), прев. Ева Кънева
2. Nattfåk (2008)
Нощна буря, изд.: ИК „Колибри“, София (2015), прев. Светла Стоилова
3. Blodläge (2010)
4. Rörgast (2013)

### Сборници
- På stort alvar (2012) – разкази за Оландските острови

### Екранизации
- 2013 Ехо от мъртвите, Skumtimmen